# Obrzędowość doroczna
Obrzędowość doroczna (ang. yearly rituals) — termin używany do określenia wszelkich nieinstyktownych, prowadzonych w sposób nieracjonalny (w znaczeniu trybu działań dążących do określonego celu) ludzkich, indywidualnych bądź zbiorowych działań lub serii działań, związanych z jakimś dniem lub okresem roku, które związane są zachowaniami ukształtowanymi przez obowiązujące wartości i normy. Do obrzędów dorocznych możemy więc zaliczyć tradycje, obrzędy, zwyczaje a także wierzenia, zabiegi magiczne itp. związane z obchodami świąt kościelnych, narodowych, szkolnych, obyczajowych.

## Kalendarz
Doroczna obrzędowość jest nierozłącznie związana z kalendarzem, stosowana w nich bowiem rachuba czasu, podobnie, jak terminy najważniejszych i najstarszych świąt i uroczystości są wyznaczane przez zjawiska związane z obrotami ziemi, zmianami  cyklu słonecznego i faz księżyca, które kiedyś dyktowały cały rytm życia ludzi. To właśnie święta, uroczystości i kultowe obchody były podstawą zwyczajowych, niepisanych kalendarzy pomagających w organizacji życia i działania ludzi, do dzisiaj często używa się wyrażeń typu „przed Wielkanocą” albo „po Nowym Roku” jako rozróżnień czasowych.

## Obrzędowość doroczna w Polsce
Polski rok obrzędowy w dużej mierze został ukształtowany przez Kościół katolicki, obchodzimy takie święta, jak Boże Narodzenie, Wielkanoc związaną w tradycji Kościoła ze zmartwychwstaniem Chrystusa, wiele świąt związanych z patronatem Matki Bożej i całą masę wspomnień świętych. Wiele z obecnych świąt, bądź zwyczajów im towarzyszących jest jednak swoistą „nakładką” na te istniejące w czasach przedchrześcijańskich, a święci zastępują czczone w tychże czasach bóstwa opiekuńcze, przykładem może być choćby bardzo popularna Sobótka– dziś wspomnienie Świętego Jana, niegdyś był to moment, kiedy czczono pogańskie bóstwo – Kupałę. Ponadto ze względu na podział Polski na wiele regionów, w różnych jej obszarach obrzędowość różni się od siebie, czasem sposobem obchodów, a czasami nawet poszczególnymi świętami. Okresem roku najbardziej obfitującym w obrzędy jest wiosna, wynika to najprawdopodobniej z kultu odradzającej się po zimie przyrody obecnego u Słowian i z rozpoczęciem nowego roku gospodarskiego.

## Najpopularniejsze obrzędy doroczne obchodzone w Polsce

### Okres zimowy
- Adwent – okres poprzedzający Boże Narodzenie, mający być czasem oczekiwania na jego nadejście. W tym okresie w Kościele	katolickim odbywają się tzw. roraty, czyli rodzaj krótkiego nabożeństwa, często zaczynającego się wczesnym rankiem, na	które dzieci przychodzą z własnoręcznie wykonanymi lampionami. W kościele i w niektórych domach przygotowuje się wieniec adwentowy, w który wtyka się cztery świece, z których każdą zapala się kolejnej niedzieli adwentu.
- Andrzejki	(noc z 29 na 30 listopada) – obchodzona w wigilię dnia św. Andrzeja noc wróżb, niegdyś odprawianych przez niezamężne dziewczęta, dzisiaj już przez młodzież obojga płci i będącymi pretekstem do organizowania ostatnich przed postem zabaw. Młodzi leją w ten dzień wosk przez klucz, czy sprawdzają czyj but pierwszy przekroczy próg w tradycyjnej wróżbie.
- Świętego Mikołaja (6 grudnia) – wspomnienie świętego, arcybiskupa Myr Licyjskich, charakterystyczną tradycją związaną z tym dniem jest obdarowywanie dzieci słodyczami, często pozostawianymi przez opiekunów we wcześniej dokładnie przygotowanych i wyczyszczonych przez dzieci ich butach.
- Wigilia Bożego Narodzenia (24 grudnia) – uznane przez ludzi za najważniejsze święto. Tradycyjnie powinno	się wtedy stroić choinkę, a wieczorem, z momentem pierwszej gwiazdki zasiąść z najbliższymi do wigilijnej wieczerzy. Do zwyczajów związanych z tym świętem należy też odpowiednie przygotowanie wieczerzy, dzielenie się opłatkiem, czytanie fragmentu Pisma Świętego upamiętniającego narodzenie Chrystusa i 	wzajemne obdarowywanie się prezentami, w wersji, w którą wierzą	dzieci – przyjście św. Mikołaja, w niektórych regionach Polski Gwiazdora, czy Dziadka Mroza.
- Boże Narodzenie (25 grudnia)
- Bożonarodzeniowe kolędowanie (chodzenie z gwiazdą, chodzenie z kuroniem)
- Sylwester – wigilia Nowego Roku
- Nowy Rok
- Święto Trzech Króli (6 stycznia)
- Matki Boskiej Gromnicznej (2 lutego)
- Świętego Błażeja (3 lutego)
- Świętego Walentego (14 lutego)
- Karnawał
- Środa Popielcowa

### Okres wiosenny
- Wielki post
- Topienie Marzanny
- Zwiastowanie Najświętszej Marii Panny (25 marca)
- Niedziela Palmowa
- Wielki Tydzień
- Wielkanoc – drugie poza Bożym Narodzeniem najpopularniejsze w Polsce święto, w Kościele poprzedzone tzw. Triduum Paschalnym. W wigilię Wielkanocy święci w kościołach święci się pokarmy, spożywane w niedzielę Wielkiej Nocy w czasie odświętnego śniadania. W wigilię, w niektórych regionach Polski, na przykład na Kaszubach czy w Wielkopolsce dzieci przygotowują koszyczek, wierząc, że w nocy zając zostawi w nim dla nich słodycze, na Podlasiu zaś istnieje tradycja wzajemnego obdarowywania się kolorowymi jajkami. Z Wielkanocą wiąże się też zwyczaj lanego poniedziałku, czy śmigusa-dyngusa – dnia oblewania wodą, czy niektórych miejscach „śmigania” się po nogach witkami wierzbowymi, a nawet gałązkami jałowca.
- Świętego Wojciecha (23 kwietnia)
- Zielone Świątki
- Boże Ciało i oktawa Bożego Ciała – Boże Ciało, czyli Święto Ciała i Krwi Pańskiej, w Kościele Katolickim uczczone jest odświętną procesją przebiegającą ulicami miejscowości, w której się odbywa i zatrzymująca się na „stacjach”, gdzie odczytywane są fragmenty Pisma Świętego, przystanki odbywają się przy przygotowywanych wcześniej ołtarzach przystrojonych młodymi brzózkami, których gałązki, ludzie, a głównie dzieci zrywały w trakcie procesji. Zielone gałązki, podobnie jak wite z ziół w oktawie Bożego Ciała wianki miały w ludowych wierzeniach moc, te pierwsze wetknięte w ziemię pola miały zapewnić ochronę przed anomaliami pogodowymi, wianków używano do odstraszania piorunów, czy leczenia różnych chorób.

### Okres letni
- Świętego Jana (Noc Kupały, Sobótka) (23 czerwca) – obchodzona w czasie równonocy wiosennej, zwyczaj wywodzący się jeszcze z czasów pogańskich, w tę noc wróżono, palono i skakano przez ogniska, szukano magicznego kwiatu paproci, a dziewczęta puszczały na wodę wianki, które złowione przez chłopców mogły być podstawą do akceptowanego przez społeczność związku.
- Świętych Piotra i Pawła (29 czerwca)
- Przemienienie Pańskie (6 sierpnia)
- Matki Boskiej Zielnej (15 sierpnia)
- Dożynki – święto obchodzone szczególnie na wsiach po zakończeniu żniw, będące podziękowaniem za udany plon i jednocześnie wyrazem radości zakończonej pracy. Rozpoczyna się uroczystością kościelną, a kończy radosnym festynem, któremu	często towarzyszą pokazy artystyczne grup związanych z gminą, często zespołów ludowych.
- Świętego Rocha (16 sierpnia)

### Okres jesienny
- Matki Boskiej Siewnej (8 września)
- Wszystkich Świętych (1 listopada)
- Zaduszki (2 listopada)
- Świętego Marcina (11 listopada)

## Doroczne obrzędy a kultura materialna

### Obrazy
Święta często występują na rycinach powstałych na przykład dla wzbogacenia  artykułów prasowych, także na popularnych pocztówkach, które przesyłano sobie wzajemnie z życzeniami świątecznymi, powstawały też oczywiście obrazy dużego formatu, przykładem artysty, który fascynował się obrzędowością ludową i często przedstawiał ją na swoich obrazach był romantyczny artysta Michał Elwiro Andriolli.

### Utwory muzyczne
Do tradycji związanej z obchodami Świąt Bożego Narodzenia należy śpiewanie kolęd, obecne jest w kościele, chodzeniu z szopką, czyli popularnym kolędowaniu, czy w domu przy choince, którą należy „obśpiewać”. Często autorami melodii kolęd, bądź ich tekstów są wybitni muzycy i poeci.

### Przedmioty obrzędowe
Przez przedmioty obrzędowe rozumiemy wszystkie rzeczy, których tworzenie jest związane z celebrowaniem jakiegoś święta czy zwyczaju, możemy do nich zaliczyć przeróżne rzeźbione figurki, Bożonarodzeniowe szopki, przebrania kolędników, ozdoby choinkowe, malowane jajka i palmy wielkanocne, wieńce dożynkowe, czy pieczywo obrzędowe, takie jak obwarzanki albo charakterystyczne dla terenów Podlasia „bocianie łapy”.

### Inne
W 2001 roku Narodowy Bank Polski rozpoczął emisję serii monet „Polski Rok Obrzędowy”, która w zamyśle twórców ma zaprezentować najpiękniejsze i unikalne tradycje i obyczaje kultury polskiej.

## Obrzędowość w literaturze
Obrzędy, także te doroczne często pojawiały się w literaturze, szczególnym okresem, jeśli chodzi o sięganie autorów do roku obrzędowego jest z pewnością okres romantyzmu, któremu towarzyszyło duże zainteresowanie kulturą ludową, chłopstwem, a co za tym idzie także jego bogatą obrzędowością. Do najważniejszej literatury, zarówno tej, którą możemy wpisać w nurt romantyzmu, jak i innych zawierających w sobie opisy obrzędowości dorocznej możemy zaliczyć takie dzieła, jak:
- „Chłopi” - Władysław Stanisław Reymont
- „Dziurdziowie” - Eliza Orzeszkowa
- „Pieśń świętojańska o Sobótce” - Jan Kochanowski
- „Pan Tadeusz” - Adam Mickiewicz
- „Konopielka” - Edward Redliński
- „Stara baśń” - Józef Ignacy Kraszewski